# Prix François-Mauriac de la région Aquitaine
Ne doit pas être confondu avec Prix François-Mauriac.
Le Prix François Mauriac de la Région Nouvelle-Aquitaine est un prix littéraire décerné chaque année, à la mi-octobre, depuis 1985, en référence à l’engagement de l'écrivain français François Mauriac. Il ne doit pas être confondu avec le Prix François-Mauriac de l'Académie française remis par l'Institut en fin d'année.

## Historique
Créé en 1985 par l’institution régionale, le Prix François Mauriac récompensait initialement des auteurs originaires de l’Aquitaine ou des ouvrages traitant de thèmes relatifs à la région. Sous l’impulsion du Centre François Mauriac de Malagar et de son président Bernard Cocula, et à l’occasion du 50e anniversaire du prix Nobel de littérature, le Conseil régional d’Aquitaine relance le Prix François Mauriac en 2002, avec l'ambition dès lors plus vaste de distinguer un « ouvrage d’un écrivain de langue française dont la teneur, quel que soit le genre (roman, théâtre, poésie, essai, journalisme), manifeste un engagement de l’auteur dans son siècle, et qui est évocateur de la société de son temps ».
Le jury est composé de Pierre-Henri Arnstam, Évelyne Bloch-Dano, Jean-Marie Borzeix, Bernard Cazeneuve, Anne-Marie Cocula, Paule Constant, Éric Fottorino, Hugues Le Paige, Jacques Monférier, Tobie Nathan, Mona Ozouf, Jean Touzot, Michel Winock et est présidé par Jean-Noël Jeanneney. Doté de 8 000 euros, le Prix François Mauriac de la Région Nouvelle-Aquitaine est décerné, chaque année en octobre, au Domaine de Malagar, par Alain Rousset, Président de la Région Nouvelle-Aquitaine.

## Liste des lauréats depuis 2002
| Année |                                                           | Auteur                 | Ouvrage                                                              | Éditeur (xe fois)      | Notes                                    |
| ----- | --------------------------------------------------------- | ---------------------- | -------------------------------------------------------------------- | ---------------------- | ---------------------------------------- |
| 2002  |                                                           | Abdelwahab Meddeb      | La Maladie de l'islam                                                | Seuil                  |                                          |
| 2003  |                                                           | Jean-Marie Rouart      | Adieu à la France qui s'en va                                        | Grasset                |                                          |
| 2004  |                                                           | Régis Debray           | Le Siècle et la Règle                                                | Fayard                 |                                          |
| 2005  | Remise du Prix François Mauriac 2005 à Pierre Daix.       | Pierre Daix            | Bréviaire pour Mauthausen                                            | Gallimard              |                                          |
| 2006  |                                                           | Jean Echenoz           | Ravel                                                                | Minuit                 |                                          |
| 2007  |                                                           | Jean-Paul Kauffmann    | La Maison du retour                                                  | NiL                    |                                          |
| 2008  |                                                           | Annie Ernaux           | Les Années                                                           | Gallimard (2)          |                                          |
| 2009  |                                                           | Dominique Fernandez    | Ramon                                                                | Grasset (2)            |                                          |
| 2010  |                                                           | Lionel Duroy           | Le Chagrin                                                           | Julliard               |                                          |
| 2011  |                                                           | Jean-Pierre Milovanoff | Terreur grande                                                       | Grasset (3)            |                                          |
| 2012  |                                                           | Jean-Noël Pancrazi     | La Montagne                                                          | Gallimard (3)          |                                          |
| 2013  |                                                           | Jérôme Garcin          | Bleus Horizons                                                       | Gallimard (4)          |                                          |
| 2014  |                                                           | Kamel Daoud            | Meursault, contre-enquête                                            | Actes Sud              | Également Prix Goncourt du premier roman |
| 2015  |                                                           | Alain Borer            | De quel amour blessée                                                | Gallimard (5)          |                                          |
| 2016  |                                                           | Laurence Cossé         | La Grande Arche                                                      | Gallimard (6)          |                                          |
| 2017  |                                                           | Tanguy Viel            | Article 353 du Code pénal                                            | Minuit (2)             |                                          |
| 2018  | Remise du Prix François Mauriac 2018 à Jean-Louis Comolli | Jean-Louis Comolli     | Une terrasse en Algérie                                              | Verdier                |                                          |
| 2019  | Remise du Prix François Mauriac 2019 à Claude Martin      | Claude Martin          | La diplomatie n’est pas un dîner de gala - Mémoires d’un ambassadeur | Éditions de L’Aube (2) |                                          |
| 2020  |                                                           | Caroline Fourest       | Génération offensée                                                  | Éditions Grasset (2)   |                                          |
| 2021  |                                                           | Jean Birnbaum          | Le courage de la nuance                                              | Seuil (2)              |                                          |
| 2022  |                                                           | Laurent Joly           | La rafle du Vel d’Hiv                                                | Éditions Grasset (3)   |                                          |
| 2023  |                                                           | Claire Baglin          | En salle                                                             | Minuit (3)             |                                          |
| 2024  |                                                           | Velibor Čolić          | Guerre et pluie                                                      | Gallimard              |                                          |